# آلبرت اویرمارک
آلبرت اویرمارک (سوئدی: Albert Öijermark؛ ۱۶ فوریه ۱۹۰۰ – ۹ ژوئیهٔ ۱۹۷۰) بازیکن فوتبال اهل سوئد بود.
از باشگاه‌هایی که در آن بازی کرده‌است می‌توان به باشگاه فوتبال دیورگاردن و باشگاه فوتبال کالمار اشاره کرد.
وی همچنین در تیم ملی فوتبال سوئد بازی کرده‌است.